# De avonturen van Elmo in Mopperland
De avonturen van Elmo in Mopperland (Engels: The Adventures of Elmo in Grouchland) is een Amerikaanse avonturen-, musical-, komedie- en familiefilm uit 1999, die geregisseerd werd door Gary Halvorson. Het is de tweede film, na Follow That Bird uit 1985, die gebaseerd is op het populaire kinderprogramma Sesame Street (Sesamstraat).  
De film werd geproduceerd door Jim Henson Pictures en de Children's Television Workshop en ging op 1 oktober 1999 in première. De film is een van de weinige Sesamstraatproducties die rechtstreeks zijn geproduceerd door The Jim Henson Company. Naast Muppets from Space (die in hetzelfde jaar uitgebracht werd), is dit de laatste Muppet-speelfilm met de betrokkenheid van Frank Oz, die het jaar daarop stopte als fulltime poppenspeler. Dit was ook de laatste bioscoopfilm met Caroll Spinney voor zijn dood in 2019.

## Verhaal
De film begint met Ernie en Bert die de film introduceren en Elmo verwelkomt de kijker, vindt zijn deken en speelt ermee in zijn slaapkamer. Hij morst sap op zijn dekentje en brengt het naar de wasserette, waar hij zijn vriend Zoë tegenkomt. Als Zoë aan Elmo vraagt of hij ook zijn deken mag vasthouden weigert Elmo zijn dekentje te delen, wat resulteert in een touwtrekwedstrijd en vervolgens door het getouwtrek verscheurt het dekentje van Elmo. Boos verklaart Elmo dat Zoë niet langer zijn vriend is.
Teevee Monster, die niet meer kan stoppen door zijn rolschaatsen, neemt per ongeluk het dekentje van Elmo mee en er volgt een achtervolging in Sesamstraat. Even later valt het dekentje van Elmo in handen van Oscar Mopperkont, die op dat moment moet niezen en het dekentje als zakdoek gebruikt en het het later in zijn vuilnisbak gooit. Elmo duikt in Oscars vuilnisbak en valt vervolgens in de vuilnisbak van Oscar. Als Elmo in het huis van Oscar is ziet hij zijn dekentje aan een haakje hangen bij een deur.
Terwijl Elmo probeert het dekentje van het haakje te halen, opent hij per ongeluk de deur die naar Mopperland leidt. Elmo en zijn dekentje worden door een zuigkracht door een kleurrijke wervelende tunnel naar Mopperland gezogen. Als Elmo en zijn dekentje in Mopperland zijn dan is hij in een stad vol met Mopperkonten, afval en Huxley, een hebzuchtige man die alles steelt wat hij kan pakken, inclusief Elmo's dekentje. Een vriendelijk Mopperkont-meisje genaamd Grizzy vertelt aan Elmo dat zijn deken in het huis van Huxley ligt op de top van de verre Mount Pickanose. Een plant genaamd Stuckweed moedigt Elmo aan dat hij het zal redden als hij alleen zijn eerste stap zet, dus gaat Elmo op zoek naar zijn deken.
Met hulp van Oscar gaan de inwoners van Sesamstraat naar Elmo zoeken. Ze vragen een Mopperkont-politieagent om hulp, maar worden gearresteerd en gevangengezet.
Huxley heeft zijn sidekick, Beestje en zijn volgelingen, de Pesties. Huxley heeft een plan en wil Elmo vangen in een tunnel. Elmo ontsnapt met behulp van vuurvliegjes. Huxley laat dan Bug en de Pesties Elmo misleiden naar een vuilnisbelt waar hij voor de Queen of Trash wordt gebracht wegens overtreding. De koningin test hem en vraagt of hij binnen 30 seconden 100 lipscheetjes voor haar wil laten.
Elmo slaagt met de hulp van het publiek in de vuurproef en de koningin laat Elmo gaan. Huxley stuurt even later zijn enorme kip om Elmo tegen te houden, die vervolgens Elmo ver weg gooit. Elmo stopt met het ophalen van zijn deken voor de nacht.
Ondertussen sluipt Grizzy de gevangenis in van Mopperland, waar ze de vrienden van Elmo informeert dat hij naar het huis van Huxley is gegaan. Oscar overtuigt alle Mopperkonten om samen te werken en ook om mee te werken, omdat dit de enige manier is om te voorkomen dat Huxley meer van hun afval steelt. De politieagent laat de inwoners van Sesamstraat vrij en de Mopperkonten helpen hen de nacht in om naar Huxleys huis te gaan om te vechten voor hun afval en om Elmo te redden.
Een rups maakt Elmo de volgende ochtend wakker. Hij overtuigt Elmo ervan dat hij het in zich heeft om dapper te zijn. Elmo arriveert bij Huxleys huis terwijl Huxley de Pesties stuurt om hem tegen te houden. De bewoners van Sesamstraat en Mopperland komen aan en de Pesties vluchten in paniek weg.
Even later wordt Elmo's dekentje opgezogen door zijn schurkenhelikopter. Even later lanceert Elmo een mand over Huxleys schouders, waardoor hij niet meer kan bewegen. Als Elmo later vraagt wie zijn dekentje heeft dan ziet hij dat Beestje aan de knoppen zit van de helikopter en weigert het om het dekentje aan Huxley te geven omdat Beestje sympathie heeft voor Elmo en zijn dekentje teruggeeft.
Elmo keert met zijn vrienden terug naar Sesamstraat, waar hij zijn excuses aanbiedt aan Zoë en Elmo staat toe dat Zoë zijn dekentje mag vast te houden. Ze accepteert zijn verontschuldiging en gaat ermee akkoord dat ze hun vriendschap kunnen hervatten. Elmo neemt afscheid van het publiek en bedankt hen voor hun hulp en gaat dansen met zijn vrienden.

## Rolverdeling

### Poppen uit Sesamstraat
- De Nederlandse vertaling werd gedaan door John Tak. De Nederlandse nasynchronisatie werd toen gedaan door Metasound wat nu CineMeta is.

| Acteur                | Personage          | Nederlandse naam | Nederlandse stemacteur/actrice |
| --------------------- | ------------------ | ---------------- | ------------------------------ |
| Frank Oz              | Bert               | Bert             | Paul Haenen                    |
| Steve Whitmire        | Ernie              | Ernie            | Wim T. Schippers               |
| Kevin Clash           | Elmo               | Elmo             | Hein Boele                     |
| David Rudman          | Alarm Clock Bird   | ?                | ?                              |
| Martin P. Robinson    | Laundromat Manager | ?                | ?                              |
| David Rudman          | Baby Bear          | Baby Beer        | ?                              |
| Matt Vogel            | Big Bird           | Neef Jan         | Olaf Wijnants                  |
| Caroll Spinney (stem) | Big Bird           | Neef Jan         | Olaf Wijnants                  |
| Jerry Nelson          | Count von Count    | Graaf Tel        | Wim T. Schippers               |
| Carmen Osbahr         | Rosita             | Rosita           | ?                              |
| ?                     | Sock Quartet       | ?                | ?                              |
| Fran Brill            | Prairie Dawn       | Miesje Mooi      | ?                              |
| Fran Brill            | Zoë                | Zoë              | Lucie de Lange                 |
| Martin P. Robinson    | Telly Monster      | Teevee Monster   | Fred Meijer                    |
| Frank Oz              | Cookie Monster     | Koekiemonster    | Hero Muller                    |
| Frank Oz              | Grover             | Grover           | Paul Haenen                    |
| David Rudman          | Mr. Johnson        | De Blauwe Meneer | Wim T. Schippers               |
| Jerry Nelson (stem)   | Mr. Johnson        | De Blauwe Meneer | Wim T. Schippers               |
| Caroll Spinney        | Oscar the Grouch   | Oscar Mopperkont | Hans Boskamp                   |

### Mensen uit Sesamstraat
| Personage       | Acteur/actrice           | Nederlandse naam | Nederlandse stemacteur/actrice |
| --------------- | ------------------------ | ---------------- | ------------------------------ |
| Maria Rodriguez | Sonia Manzano            | Maria            | Beatrijs Sluijter              |
| Gordon Robinson | Roscoe Orman             | ?                | ?                              |
| Gina Jefferson  | Alison Bartlett-O'Reilly | ?                | ?                              |
| Ruthie          | Ruth Buzzi               | ?                | ?                              |
| Luis Rodriguez  | Emilio Delgado           | ?                | ?                              |
| Susan Robinson  | Loretta Long             | ?                | ?                              |
| Bob Johnson     | Bob McGrath              | Bob              | ?                              |

### Poppen uit Mopperland
| Personage                 | Poppenspeler   | Nederlandse naam | Nederlandse stemacteur/actrice |
| ------------------------- | -------------- | ---------------- | ------------------------------ |
| Grouch Mayor              | Jerry Nelson   | ?                | Fred Meijer                    |
| Sharon Groan              | Steve Whitmire | ?                | ?                              |
| Grouch Cab Driver         | Bill Barretta  | ?                | ?                              |
| Grouch Cop                | Jerry Nelson   | ?                | ?                              |
| Bad Humor Man             | Steve Whitmire | ?                | ?                              |
| Ice Cream Vendor          | Steve Whitmire | ?                | ?                              |
| Grouch Ice Cream Customer | David Rudman   | ?                | ?                              |
| Grouch Jailer             | Kevin Clash    | ?                | ?                              |

### Bijrollen (poppen)
| Personage          | Poppenspeler        | Nederlandse naam | Nederlandse stemacteur/actrice |
| ------------------ | ------------------- | ---------------- | ------------------------------ |
| Bug                | Joey Mazzarino      | Beestje          | Olaf Wijnants                  |
| Grizzy             | Stephanie D'Abruzzo | Grizzy           | ?                              |
| Stuckweed          | Steve Whitmire      | ?                | ?                              |
| Pesties            | Kevin Clash         | Sidney           | ?                              |
| Pesties            | Fran Brill          | Kleine Ricky     | ?                              |
| Pesties            | Stephanie D'Abruzzo | Howard           | ?                              |
| Pesties            | Jerry Nelson        |                  | ?                              |
| Pesties            | Martin P. Robinson  |                  | ?                              |
| Pesties            | David Rudman        |                  | ?                              |
| Colander Stenchman | David Rudman        | ?                | ?                              |
| Football Stenchman | Steve Whitmire      | ?                | ?                              |
| Mouse              | Dave Goelz          | ?                | ?                              |
| Humongous Chicken  | Dave Goelz          | ?                | ?                              |
| The Caterpillar    | David Rudman        | ?                | ?                              |

### Bijrollen (mensen)
| Personage      | Acteur/actrice   | Nederlandse naam | Nederlandse stemacteur/actrice |
| -------------- | ---------------- | ---------------- | ------------------------------ |
| Huxley         | Mandy Patinkin   | Huxley           | ?                              |
| Queen of Trash | Vanessa Williams | Vuilniskoningin  | Linda Wagenmakers              |

## Productie

### Casting
Alle poppenspelers die de primaire Sesamstraatpersonages speelden (zoals Kevin Clash, Jerry Nelson, Caroll Spinney en Fran Brill) werden naar Wilmington gestuurd voor de repetities die op 19 mei 1998 plaatsvonden. De gewone Sesamstraatpoppen werden gebruikt voor de normale Sesamstraatpersonages en de poppen voor de diverse Grouches (Mopperkonten) (inclusief Grizzy) zijn ontworpen en gemaakt door Mark Zezsotek, die ook de poppen van Bug (Beestje) en The Pesties heeft gemaakt. De Muppet-ontwerper Paul Andrejco, van het programma Bruine beer in het blauwe huis, ontwierp ook de Humungous Chicken. 
Sonia Manzano vertolkte haar rol als Maria en Roscoe Ormanhernam vertolkte zijn rol als Gordon. Vanessa Williams werd gecast als de Queen of Trash (Vuilniskoningin) en de haarstylist kleurde haar haar groen voor de rol. Mandy Patinkin (Huxley) was een last-minute vervanging voor de originele acteur die ingehuurd was om Huxley te spelen. Voor de rol ontwierp de visagist valse wenkbrauwen voor Patinkin om hem te laten lijken alsof hij bossige wenkbrauwen had dan normaal.

### Opnames
De film werd opgenomen van een periode van 30 dagen (vanaf 26 mei 1998) in de EUE /Screen Gems studio in Wilmington samen met Muppets from Space. De set werd verhoogd zodat poppenspelers konden opstaan in plaats van zoals gewoonlijk onder straatniveau te hurken. Op 25 juni 1998 werden de beide films opgenomen en de daaropvolgende maand werden de visuele effecten toegevoegd.

## Muziek
Het soundtrackalbum The Adventures of Elmo in Grouchland werd uitgebracht in 1999.
Het album won een Grammy Award als beste musicalalbum voor kinderen in 2000.
Het nummer "Make It Mine" uit de film staat niet op het album.

### Nummers
| Nummer | Titel                                                                 |
| ------ | --------------------------------------------------------------------- |
| 1      | Welcome to Grouchland                                                 |
| 2      | Together Forever                                                      |
| 3      | Take the First Step                                                   |
| 4      | I See a Kingdom                                                       |
| 5      | Precious Wings                                                        |
| 6      | Elmo Tells His Grouchland Story (Spoken Word)                         |
| 7      | The Grouch Song                                                       |
| 8      | There's a Big Heap of Trash at the End of the Rainbow - The Stenchmen |
| 9      | I Love Trash                                                          |